# Aeroportul Saidu Sharif
Aeroportul Saidu Sharif (IATA: SDT, ICAO: OPSS) este un aeroport din Khyber Pakhtunkhwa⁠(d), Pakistan.
Situat la o altitudine de 970 m, aeroportul dispune de o singură pistă. Este operat de Pakistan Civil Aviation Authority⁠(d).